# Central geotermoeléctrica Los Azufres
La Central geotermoeléctrica Los Azufres es una planta de energía geotérmica en el estado de Michoacán. Actualmente, es la 2.ª central con más capacidad en el país con 252 MW de potencia y diez unidades de generación de energía. En 2019, el 27 % de la energía geotérmica en el país provino de este campo.
El campo geotérmico se encuentra situado en la sierra de San Andrés, la cual es parte del Eje Neovolcánico Transversal, y tiene una extensión de 81 km². Se divide en dos zonas en base a diferentes características geológicas, termodinámicas, geoquímicas, etc.: la «Zona Norte», que posee veintiséis pozos productores, y la «Zona Sur», con veintidós, por lo que en total se cuenta de cuarenta y ocho pozos en el año 2018. Además, se dispone de otros treinta y cuatro pozos de tipo exploratorio, con baja de activo fijo, en estudio, etc.
El suministro energético anual de la central al sistema électrico del país es de aproximadamente 1600 gigavatios-hora (GWh), por lo que beneficia a 1,1 millones de habitantes de las ciudades de Morelia, Ciudad Hidalgo y Acámbaro.

## Historia
En 1975 comenzaron los estudios de prospección geotérmica en el campo; ya para 1976 empezó la construcción de algunos pozos exploratorios que ratificarían la presencia de un yacimiento geotérmico apto para ser aprovechado para la generación de energía.
En 1982 entró en operación la planta geotermoeléctrica con cinco unidades generadoras de 5 MW, en total, con una capacidad de 25 MW.
En 1989 se instalaron tres unidades con una capacidad total de 20 MW cada una; la capacidad de la central ascendió a 85 MW.
En 2003 fue inaugurado el proyecto «Los Azufres II» con la instalación de otras cuatro unidades de 100 MW en total.
En 2005 entró en funciones el proyecto «Los Azufres III fase I», por lo que la capacidad pasó de 195 a 225 MW.
En 2019 empezó a operar el último proyecto, «Los Azufres III fase II», con una nueva unidad de 27 MW, de modo que la capacidad total de la central se elevó a 252 MW.
Aunque la última unidad es la «Unidad 18», se cuenta únicamente con diez debido a que las más nuevas tienen más capacidad de generación que las antiguas, de modo que fueron necesarias menos unidades para una producción de energía mayor.